# بوب رايلي (كرة سلة)
بوب رايلي (بالإنجليزية: Bob Riley)‏ مواليد 6 يوليو 1948 في كولومبوس، هو لاعب كرة سلة أمريكي سابق. بدأ مسيرته الاحترافية في سنة 1970. تم اختياره من قبل فريق أتلانتا هوكس خلال الدرافت. حمل الرقم 12. يبلغ طوله 6 قدم 9 بوصة (2.1 م). اعتزل اللعب في 1981. لعب مع أتلانتا هوكس ونادي كاين كلفادوس لكرة السلة.

## روابط خارجية
- بوب رايلي على موقع إن بي أي (الإنجليزية)
- بوب رايلي على موقع سبورتس رفرنس (الإنجليزية)
- بوب رايلي على موقع ريلجم (الإنجليزية)